# Dębno (Powiat Brzeski)
Dębno ist ein Dorf und Schulzenamt im Powiat Brzeski der Woiwodschaft Kleinpolen in Polen. Es ist namensgebend für die gleichnamige Landgemeinde mit etwas mehr als 14.500 Einwohnern.
Sitz der Gemeinde ist jedoch das etwa gleich große Dorf Wola Dębińska.

## Geschichte
Der Ort wurde im Jahre 1274 erstmals urkundlich erwähnt.
Bei der ersten Teilung Polens kam das Dorf 1772 zum neuen Königreich Galizien und Lodomerien des habsburgischen Kaiserreichs (ab 1804).
1918, nach dem Ende des Ersten Weltkriegs und dem Zusammenbruch der k.u.k. Monarchie, kam Dębno zu Polen. Unterbrochen wurde dies nur durch die Besetzung Polens durch die Wehrmacht im Zweiten Weltkrieg.
Von 1975 bis 1998 gehörte Dębno zur Woiwodschaft Krakau.

## Sehenswürdigkeiten
- Gotische Burg, erbaut 1470–1480
- Kirche, erbaut 15./16. Jahrhundert

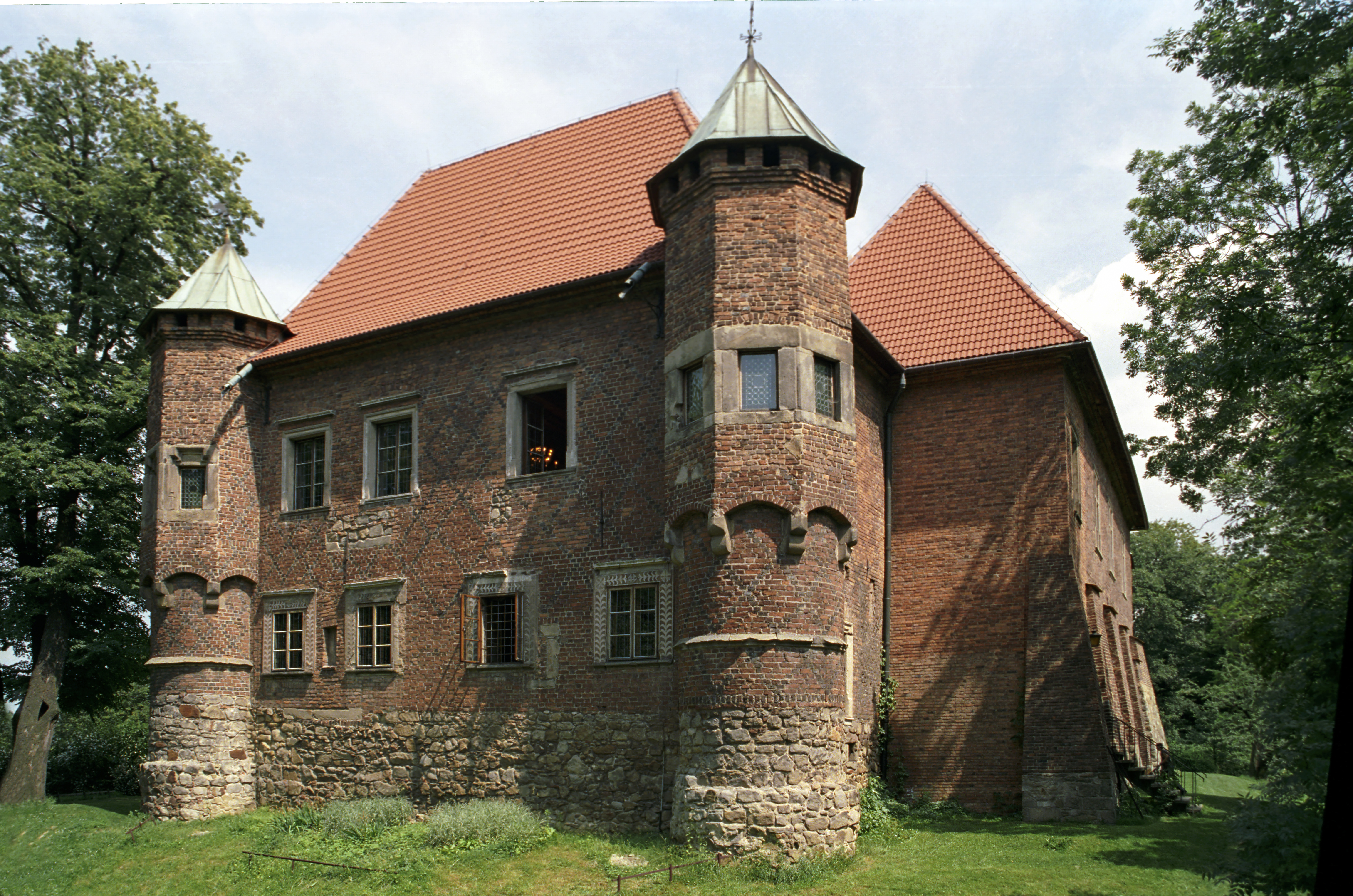
Burg
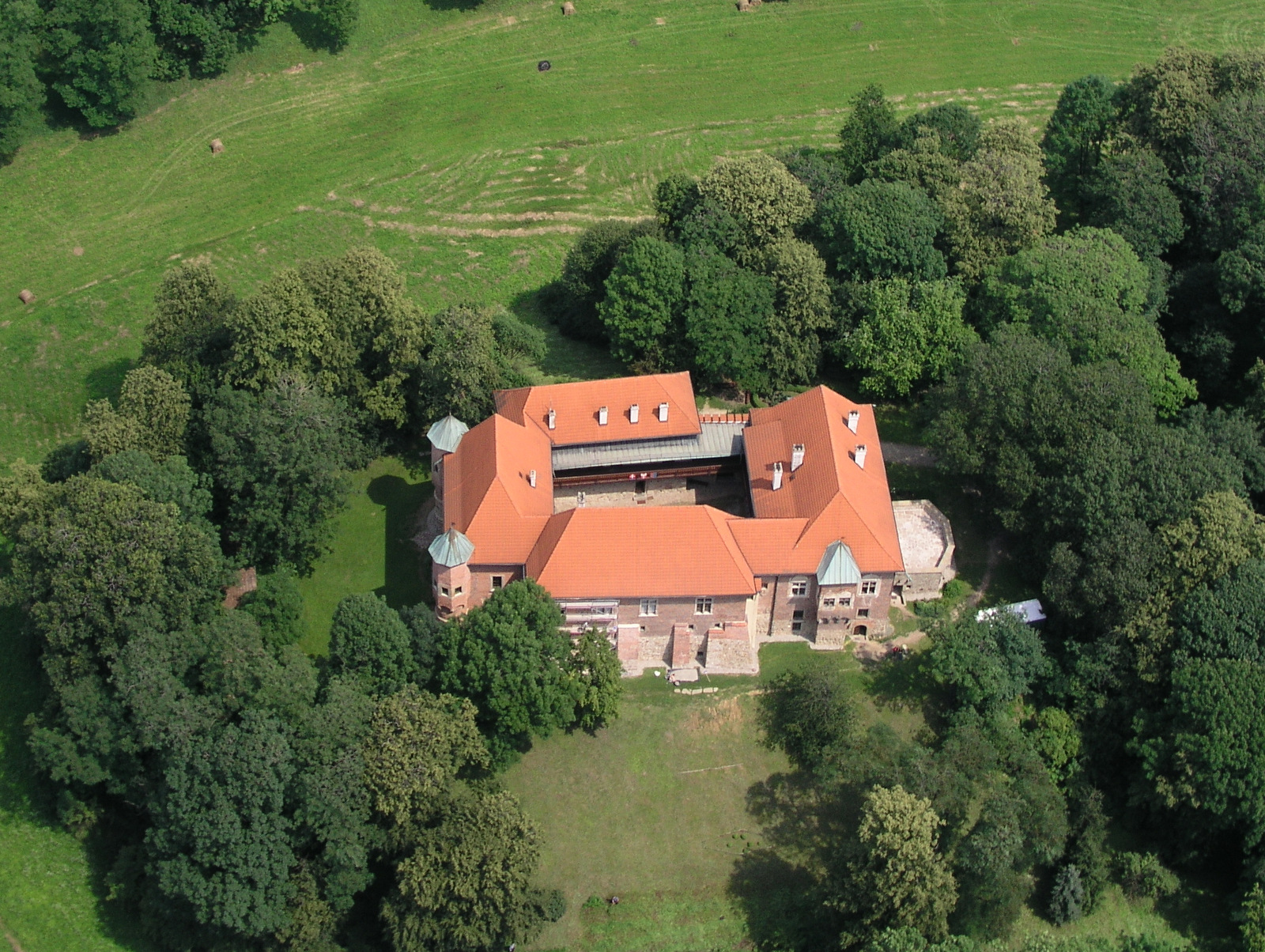
Burg
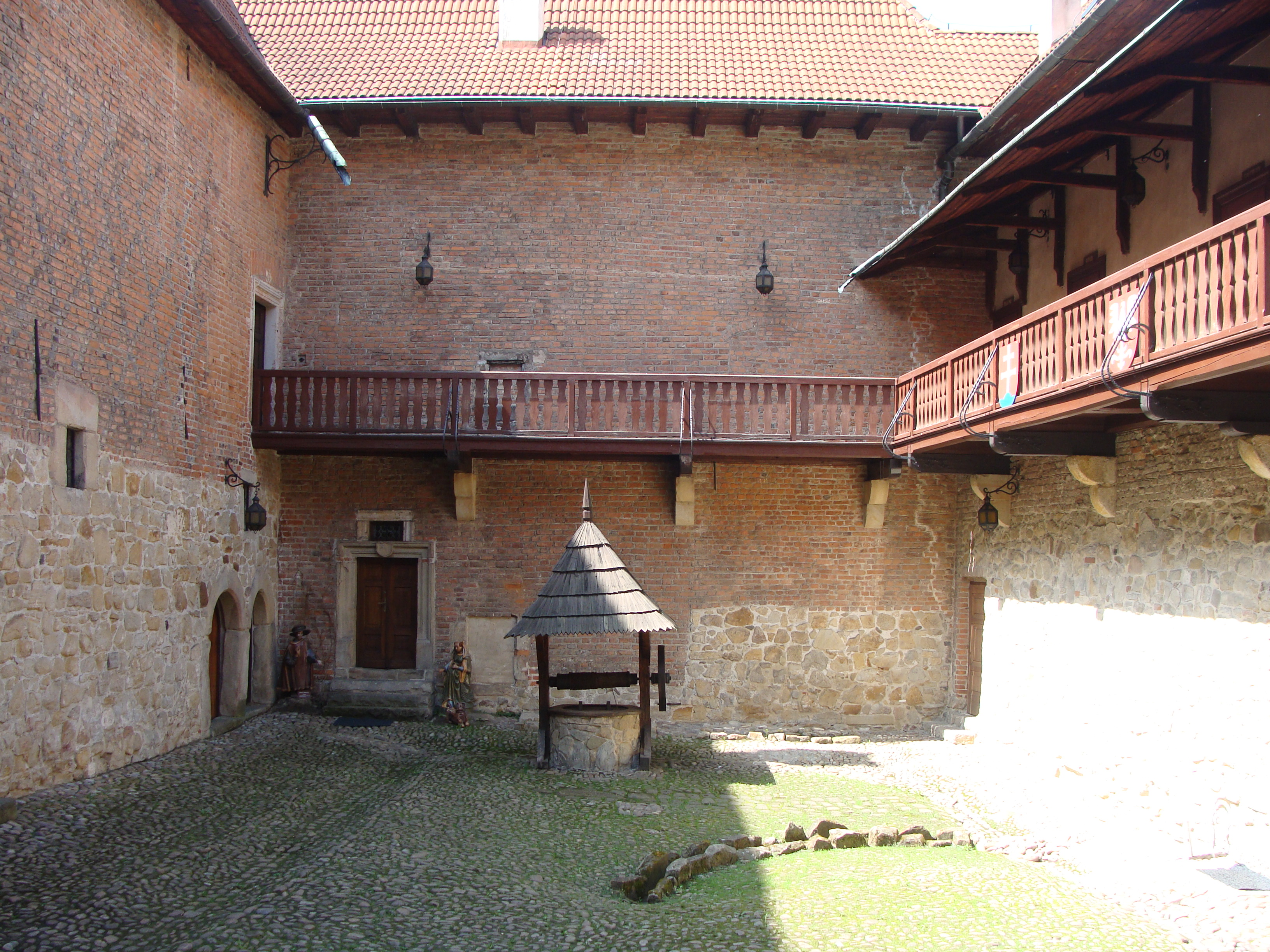
Burg
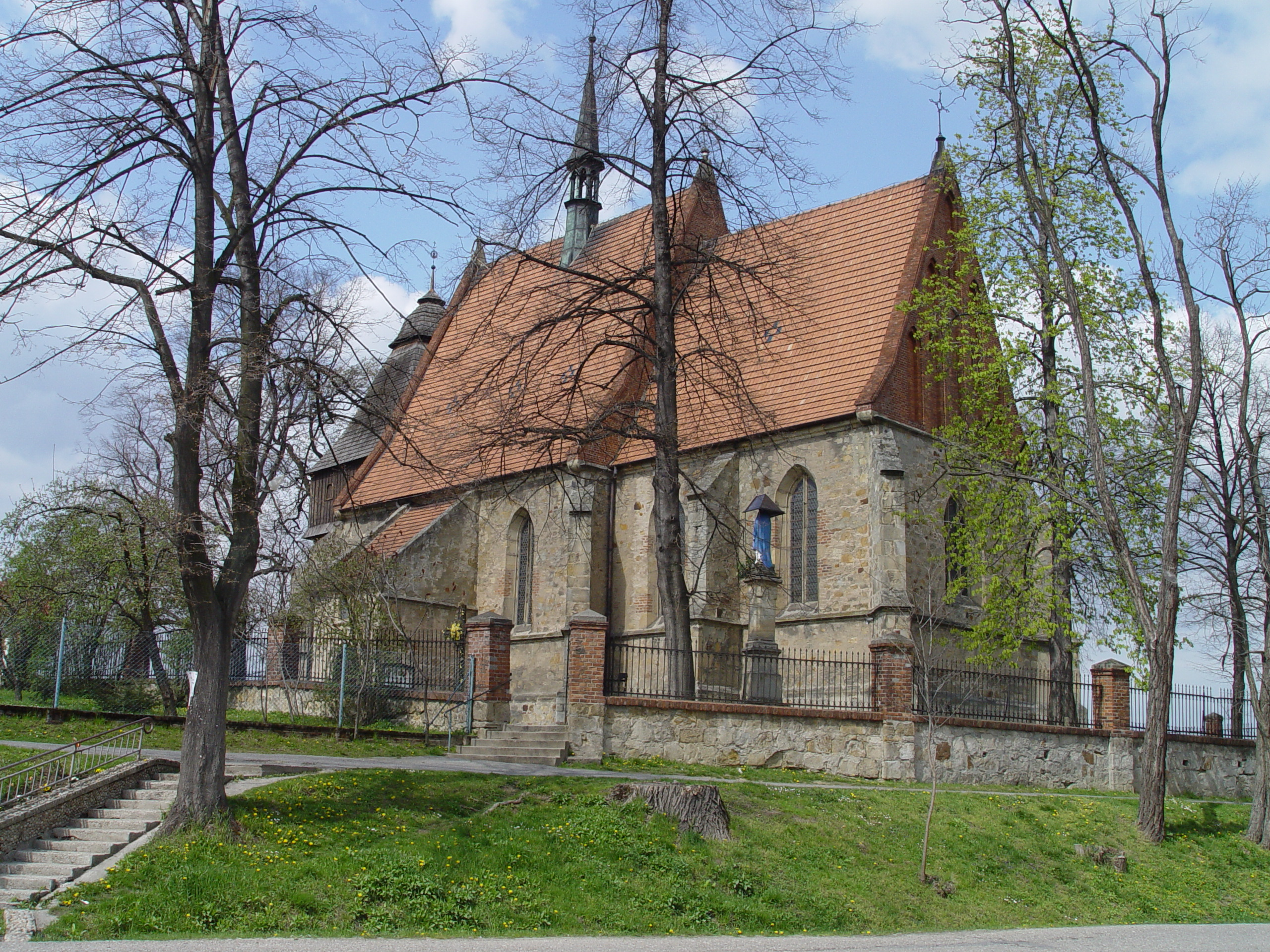
Kirche

## Gemeinde
Zur Landgemeinde (gmina wiejska) Dębno gehören neben dem Hauptort Wola Dębińska und Dębno elf weitere Dörfer mit Schulzenämtern.

## Verkehr
Durch Dębno verläuft die Staatsstraße DK 94, die Zgorzelec durch Kraków mit Tarnów verbindet.